# Oostelijke witsnuitlibel
De oostelijke witsnuitlibel (Leucorrhinia albifrons) is een echte libel (Anisoptera) uit de familie van de korenbouten (Libellulidae). Het is een in Nederland zeer zeldzame witsnuitlibel, met slank achterlijf en witte achterlijfsaanhangsels.

## Kenmerken
Zoals bij de meeste witsnuitlibellen heeft het achterlijf van de oostelijke witsnuitlibel vrijwel geen knotsvormige verbreding aan het uiteinde. De achterlijfsaanhangsels zijn wit, de pterostigmata zijn donkerbruin tot zwart. Uitgekleurde mannetjes hebben een geheel donker achterlijf, met helemaal aan het begin van het achterlijf een lichte blauwgrijze berijping. Deze berijping is vaak ook boven op het borststuk (tussen de vleugelaanhechtingen) zichtbaar. De witte achterlijfsaanhangsels steken duidelijk af tegen het zwarte achterlijf. De ogen worden blauwgrijs. Jonge mannetjes en vrouwtjes hebben geen berijping. Het achterlijf is geheel donker, met boven op de achterlijfssegmenten smalle gele vlekjes of lengtestreepjes. Bij sommige vrouwtjes zijn deze gele vlekjes alleen aan het begin van het achterlijf aanwezig en is de rest van het achterlijf helemaal zwart. De lichaamslengte van volwassen dieren ligt tussen 33 en 39 millimeter.
De larve is 15–22 mm lang.

## Vliegtijd
De vliegtijd van de oostelijke witsnuitlibel is kort: eind mei tot eind juli, met de hoogste aantallen in juni.

## Gedrag en voortplanting
De larven leven tussen waterplanten, meestal op plaatsen met zowel ondergedoken als uit het water stekende planten. Ze overwinteren meestal twee keer. Uitsluipen gebeurt van eind mei tot begin juli. Jonge imago’s vliegen weg van het water en brengen veel tijd door in bomen en struiken, waar ze moeilijk vindbaar zijn. Geslachtsrijpe mannetjes keren terug naar het water en vertonen daar territoriaal gedrag. Vanaf allerlei zitplaatsen in de oevervegetatie maken ze korte vluchten laag over het water, waarbij andere mannetjes fanatiek worden verjaagd. In tegenstelling tot de sierlijke witsnuitlibel (Leucorrhinia caudalis) gaan de mannetjes slechts af en toe zitten op drijvende bladeren van waterlelie of gele plomp. Vrouwtjes die zich bij het water wagen worden direct gegrepen voor de paring, die meestal plaatsvindt in bomen of struiken. De eitjes worden meestal solitair door het vrouwtje afgezet, los in het water tussen de vegetatie.

## Habitat
De habitat van de oostelijke witsnuitlibel bestaat uit vennen en hoogveenplassen in een bosrijke omgeving. Alle waarnemingen van de soort in Nederland zijn gedaan bij matig voedselarme wateren op de zandgronden, meestal vennen, soms tot plassen vergraven vennen. De soort komt gemiddeld in zuurder en voedselarmer water voor dan de sierlijke witsnuitlibel.

## Verspreidingsgebied
Het verspreidingsgebied van de oostelijke witsnuitlibel loopt oostelijk tot Mongolië en de Kaspische Zee. De soort komt niet voor in Afrika. In Europa komt de soort vooral voor in Noordoost-Europa. In Centraal-Europa is hij grotendeels verdwenen of sterk bedreigd, maar lokaal nog aanwezig. De soort ontbreekt in Zuidoost-Europa, ten zuiden van de Pyreneeën en op de Britse Eilanden. In Nederland komt de oostelijke witsnuitlibel slechts voor in één natuurgebied op de zandgronden van Friesland. In 2016 is de soort voor het eerst in België officieel waargenomen, meer bepaald in De Maten in Diepenbeek.

## Verwante en gelijkende soorten
Verwarring is mogelijk met andere witsnuitlibellen, vooral de sierlijke witsnuitlibel (Leucorrhinia caudalis). Deze laatste heeft echter een duidelijk knotsvormig verbreed achterlijf, en de berijping loopt door tot ongeveer halverwege het achterlijf. Bovendien zijn de pterostigmata aan de bovenzijde wit in plaats van zwart. De venwitsnuitlibel (Leucorrhinia dubia), noordse witsnuitlibel (Leucorrhinia rubicunda) en gevlekte witsnuitlibel (Leucorrhinia pectoralis) hebben zwarte achterlijfsaanhangsels in plaats van witte. Bij vrouwtjes van de sierlijke witsnuitlibel is de achterlijfspunt duidelijker verbreed.
In het larvestadium is ook enige verwarring mogelijk met de gevlekte- en sierlijke witsnuitlibel.

## Bedreigingen en bescherming
De oostelijke witsnuitlibel staat op de Rode Lijst van de IUCN als niet bedreigd, beoordelingsjaar 2019; de trend van de populatie is volgens de IUCN stabiel. Op de Nederlandse Rode Lijst (2004) gold de soort nog als ernstig bedreigd, maar in de lijst van 2015 is de status zelfs veranderd in verdwenen.

## Naamgeving
De wetenschappelijke naam van de soort werd in 1839 als Libellula albifrons gepubliceerd door Hermann Burmeister.Paulson, D. & Schorr, M., World Odonata List; versie 11 april 2022

### Synoniemen
- Libellula leucorhinus Charpentier, 1840
- Libellula aurata Prueffer, 1923
- Leucorhinia polimaculata Belyshev, 1955
- Leucorrhinia obensis Belyshev, 1973